# Borojó (Venezuela)
Pour les articles homonymes, voir Borojo.
Borojó est la capitale de la paroisse civile de Borojó de la municipalité de Buchivacoa de l'État de Falcón au Venezuela.